# 캐롯손해보험
캐롯손해보험은 한화손해보험·SK텔레콤·현대자동차 등이 함께 만든 국내 1호 디지털 보험사로 한화그룹의 금융 계열사이다. 2019년 10월 금융위원회 설립 인가를 받았고 2020년 1월 본격적인 영업을 시작했다. 대표 상품은 탄 만큼 후불로 내는 개념의 퍼마일 자동차보험이며 IT 기술을 결합한 스마트ON시리즈 등 다양한 보험 상품을 출시하고 있다. 또한 배우 신민아를 모델로 기용하여 레트로 댄스를 추는 타나안타나라는 광고를 최근 선보이며 호응을 얻은 바 있다. 최근에는 AI가 자동으로 교통사고를 인지하고 구조를 돕는 'AI 사고케어' 서비스를 선보였다. 캐롯플러그를 통해 사고 발생시 자동으로 긴급연락과 구조 등 출동조치를 돕는 서비스로 중대 충돌사고 등으로 운전자가 위기에 빠지면 센서에 내장된 자동사고 감지 기능을 통해 도움을 받을 수 있도록 했다.